# Băile Tuşnad
Băile Tușnad' (rumænsk udtale: [ˈbə.ile ˈtuʃnad]; ungarsk: Tusnádfürdő, ungarsk udtale: [ˈtuʃnaːtfyrdø]  ( hør)) er en by i distriktet Harghita i Rumænien. Den ligger i Székely Land, en etnokulturel region i det østlige Transsylvanien.
Med et indbyggertal på 1.372 (2021) er det den mindste by i Rumænien målt på indbyggertal. Den ligger i 650 meters højde i den sydlige del af Ciuc-sænkningen, mellem Harghita- og Bodoc-bjergene, i Olt-dalen, og er  i dag en vigtig kurby. Byen administrerer en landsby, Carpitus (Kárpitus).